# Kovalam (Tamil Nadu)
Kovalam, ook wel Covelong of Cabelon, is een vissersdorp en badplaats op de Indiase oostkust, ruim dertig kilometer ten zuiden van Chennai.

## Geschiedenis
De plaats was een dorp waar begin 18e eeuw een Belgische factorij kwam. Vanuit Oostende voer de Bretoense kapitein Godefroid de la Merveille in 1718 met het fregat Keyser Carolus VI naar de Coromandelkust. In ruil voor het grootste deel van zijn heenlading, en met het oog op de ontwikkeling van een handelshaven, gaf de nawab van Karnataka, Saadatullah Khan I, hem een mondelinge gebiedsconcessie. De factorij van Cabelon, ook wel Sadatpatnam, werd in 1719 feestelijk ingehuldigd, maar ondanks de vriendelijke ontvangst en de hofrituelen zou ze commercieel weinig betekenen. De reders Ray en Cloots keurden het initiatief van hun kapitein af.
Luis Diaz de la Peña was aan het hoofd van de factorij achtergelaten met een klerk, een priester en zes soldaten. Toen de Carolus VI in 1723 terugkwam, kreeg hij boven zich de gouverneur Jacques-André Cobbé. Bij een volgende passage in 1726 werd De la Peña vervangen door Joseph Mérat. De Oostendse Compagnie stond niet onverdeeld achter de dure factorijpolitiek en gaf prioriteit aan de Bengalen. Uiteindelijk werd Alexander Hume de gouverneur van Bankibazar én Cabelon. De handelspost van Cabelon bleef nog bestaan tot 1735, maar diende vooral als bevoorradingspunt voor schepen van de Oostendse Compagnie, aangezien er nauwelijks handelswaar aanwezig was. De karmeliet Ange de Sainte-Gertrude, de laatste aanwezige, verkocht in 1742 de zes kanonnen om aan eten te komen. Na het vertrek van de Oostenrijkse Nederlanders werd Cabelon in 1746 door de Fransen overgenomen en in 1752 door de Britten verwoest.

## Bezienswaardigheden
De katholieke Onze-Lieve-Vrouwekerk is gebouwd vanaf de jaren 1770 en voltooid tegen 1808. Overblijfselen van het Belgische fort zijn te zien op het terrein van het hotel Fisherman's Cove. In Sadras, ten zuiden van Mahabalipuram, bevinden zich een voormalig fort en begraafplaats van de Nederlanders.

## Voetnoten
1. ↑  https://www.census2011.co.in/data/town/629570-kovalam-tamil-nadu.html. Gearchiveerd op 8 mei 2022.
2. ↑  Jan Parmentier, De holle compagnie. Smokkel en legale handel onder Zuidnederlandse vlag in Bengalen, ca. 1720-1744, 1992, p. 12
3. ↑  Jan Parmentier, De holle compagnie. Smokkel en legale handel onder Zuidnederlandse vlag in Bengalen, ca. 1720-1744, 1992, p. 77. Gearchiveerd op 2 september 2023.